# 凱希亞多里斯區
凱希亞多里斯區是立陶宛考那斯縣内的市镇，行政中心为凱希亞多里斯。市镇面積为1,087平方公里，2020年人口数量为29,526人。